# 日本的女性城主
本条目列举日本历史上曾成为一城之主的女性。

## 定义
下文列表中收录满足以下任意条件的人物：
1. 女性继承家主时，理所应当地成为主城的城主；
2. 男性城主死亡或者被流放时，由其妻子或女儿管理城中所有事务；
3. 大名通过战争等手段获得城之后，派遣女性作为统率者管理。

下文列表中不包含以下几种情况的人物：
1. 女性掌握城中实权，但仍然存在男性的城主
2. 所领有的是阵屋，故而不具备城主的级别
3. 仅作为象征性的名誉城主，从未掌握过相应实权

## 列表
列表中的人物依年代排列。
| 姓名       | 所属大名         | 城       | 起始时间             | 结束时间              | 就任・退任原因 |
| ---------- | ---------------- | -------- | -------------------- | --------------------- | --- |
| 井伊直虎   | 今川氏           | 井伊谷城 | 永禄8年（1565年）    | 永禄11年（1568年）    | - 井伊家的男子仅有年幼的虎松（井伊直政），故而井伊直虎还俗，成为当主。 - 该城被家老小野道好掌控。直虎逃往龙潭寺。     |
| 井伊直虎   | 松平氏           | 井伊谷城 | 永禄11年（1568年）   | 元龟3年（1572年）     | - 井伊谷三人众向德川氏投诚。在德川家康的支持下夺回了井伊谷城。 - 在武田信玄的西上作战中向山县昌景开城降伏。           |
| 井伊直虎   | 松平氏           | 井伊谷城 | 元龟4年（1573年）    | 天正10年（1582年）    | - 武田信玄重病，武田军撤离井伊谷。 - 直虎死亡:565。                                                                   |
| 田鶴之方   | 無所属           | 曳马城   | 永禄9年（1566年）    | 永禄11年（1568年）    | - 因其夫饭尾连龙被今川氏真谋杀，田鹤之方率众守城。 - 该城被德川家康攻陷，田鹤之方战死。                               |
| 艳之方     | 織田氏           | 岩村城   | 元龟3年（1572年）8月 | 元龟3年（1572年）11月 | - 前城主遠山景任死去，而其养子御坊丸年幼，故而就任城主。 - 在武田信玄的西上作战中，降伏于秋山虎繁的进攻之下。         |
| 立花誾千代 | 大友氏           | 立花城   | 天正3年（1575年）    | 天正9年（1581年）     | - 立花道雪无男性继承人，故而正式将家督之位传给誾千代。 - 高桥绍运的长子立花宗茂入赘并继承家督。                       |
| 阿南姬     | 蘆名氏           | 須賀川城 | 天正10年（1582年）   | 天正16年（1588年）    | - 子二阶堂行亲死后家中无男子，故而就任家督。 - 须贺川城被侄子伊达政宗攻陷。                                           |
| 足利氏姬   | （ 北条氏）      | 古河城   | 天正11年（1583年）   | 天正18年（1590年）    | - 父足利义氏死后，家中无男子，事实上成为家督。 - 丰臣家的小田原征伐之后失去古河城，迁往鸿巢御所。                     |
| 足利氏姬   | 丰臣氏→ 喜连川氏 | 鸿巢御所 | 天正18年（1590年）   | 元和6年（1620年）     | - 足利氏姬先后与足利国朝、喜连川赖氏结婚，但一直夫妇分居，未离开御所:222-230:175-191。 - 死亡。子喜连川义亲继任城主。 |
| 妙印尼     | 丰臣氏           | 牛久城   | 天正18年（1590年）   | 天正18年（1590年）    | - 妙印尼与嫡孙由良贞繁加入丰臣军势，攻击松井田城。由此功绩在农历八月妙印尼获得常陸国牛久城，此后城主由子国繁继任。    |

## 女性的“准城主”
以下列举的女性人物不满足前述女性城主的定义，但实质上是一城之主。
| 姓名   | 城     | 城主     | 相关信息 |
| ------ | ------ | -------- | --- |
| 洞松院 | 置盐城 | 赤松义村 | 洞松院作为养子赤松义村的后见人，实质上是赤松家当主。赤松家内的文书上署洞松院之名。                                       |
| 池田千 | 不明   |          | 原为森长可之妻。长可阵亡后改嫁中村一氏，通武道，曾率领200人的女性火枪队。当代记中记述其曾有1万石的领地，但缺乏具体记述。 |
| 淀殿   | 淀城   |          | 身怀丰臣鹤松之时，得丰臣秀吉赐以淀城作为生产之处，因而被形容为女城主。                                                   |
| 清心尼 | 根城   |          | 其夫八户直政死后，成为八户家当主。是江户时代罕有的女性当主。然而八户家的主城根城在当时仅有御馆残留，故而无法看作城。     |